# Darko Ćurdo

Darko Ćurdo

Darko Ćurdo (* 12. November 1944 in Gorica bei Posušje; † 8. Juli 2003 in Zagreb) war ein jugoslawischer Künstler sowie Theater- und Filmschauspieler.

## Leben
Ćurdo wuchs in Posušje auf, wo er auch die Grundschule besuchte. In Split und Zagreb studierte er Grafikdesign, sein Diplom für Theater- und Filmschauspieler bekam er 1971 in Zagreb. Zuletzt hat er am Kroatischen Nationaltheater gearbeitet.

## Filmografie (Auswahl)
- 1974 Kapelski kresovi
- 1986 Putovanje u Vucjak
- 1995 Olovna pricest

## Ausstellungen
- 1994: Zagreb, Zagrebačka izložba grafike
- 1995: Zagreb, Zagrebački salon
- 1996: Saint-Aignan sur Cher
- 1995: Zagreb, Moderna galerija, studio "J. Račić"
- 1996: Pečuh, Galerija H.K. "Csopor(t) horda",
- 1996: Split, Galerija Hrvatskog narodnog kazališta
- 1996: Ljubuški, Galerija TMT
- 1997: Posušje, Gradska galerija
- 1998: Metković, Gradsko kazalište